# Charles Alexander McMahon
Pour les articles homonymes, voir McMahon.
Charles Alexander McMahon (23 mars 1830 - 21 février 1904) est un soldat, géologue et administrateur anglo-irlandais de l'Inde britannique.

## Jeunesse et famille
Né à Highgate, McMahon est le fils du capitaine Alexander McMahon (né en 1791), un officier de la Compagnie britannique des Indes orientales, originaire de Kilrea, comté de Londonderry et de sa femme Aim, une fille du major Patrick Mansell, un officier de l'armée britannique. Son grand-père, Arthur McMahon, est un ministre presbytérien à Kilrea et un éminent républicain irlandais, un membre dirigeant de la Société des Irlandais unis et l'un de leurs colonels pendant la rébellion irlandaise de 1798. Il combat à Saintfield et Ballynahinch et s'enfuit en France, où il sert dans la Légion irlandaise de Napoléon et est mort en combattant du côté français à Waterloo.

## Carrière
Après une formation au séminaire militaire d'Addiscombe, McMahon est nommé dans l'armée de Madras et sert pendant huit ans dans le 39e régiment, Madras Native Infantry, et pendant trente ans est membre de la Commission du Pendjab. Il est nommé commissaire de Lahore et de Hissar dans la province du Pendjab.
Pendant son séjour à Hissar en 1871, McMahon commence à travailler sur la géologie et, en 1877, publie son premier article important, dans le volume X des Records of the Geological Survey of India, traitant d'un groupe de roches cristallines. En 1879, alors qu'il est en congé en Angleterre, avec le grade de lieutenant-colonel, il s'inscrit comme élève à la Royal School of Mines. De retour en Inde, il continue à enquêter sur sa géologie, contribuant avec vingt et un articles aux Records.
En 1885, il prend sa retraite avec le grade de colonel, mais reçoit d'autres promotions, au rang de major-général en 1888 et de lieutenant-général en 1892. S'installant à Londres, il se lance dans la pétrologie, publiant des articles qui portent à près de cinquante le nombre total de ses contributions à la géologie.
Il est président de l'Association des géologues de 1894 à 1896,. En 1899, il reçoit la médaille Lyell de la Société géologique de Londres.
McMahon meurt en février 1904, à l'âge de 73 ans, et une nécrologie du Geological Magazine le décrit comme un excellent géologue et pétrologue et un membre éminent de la Geological Society of London.
Il est le père de Henry McMahon (né en 1862), qui suit comme son père une carrière en Inde.
McMahon est élu membre de la Royal Society, membre de la Geological Society of London et membre de l'Université de Lahore.